# Iglesia del Santo Spirito (Udine)

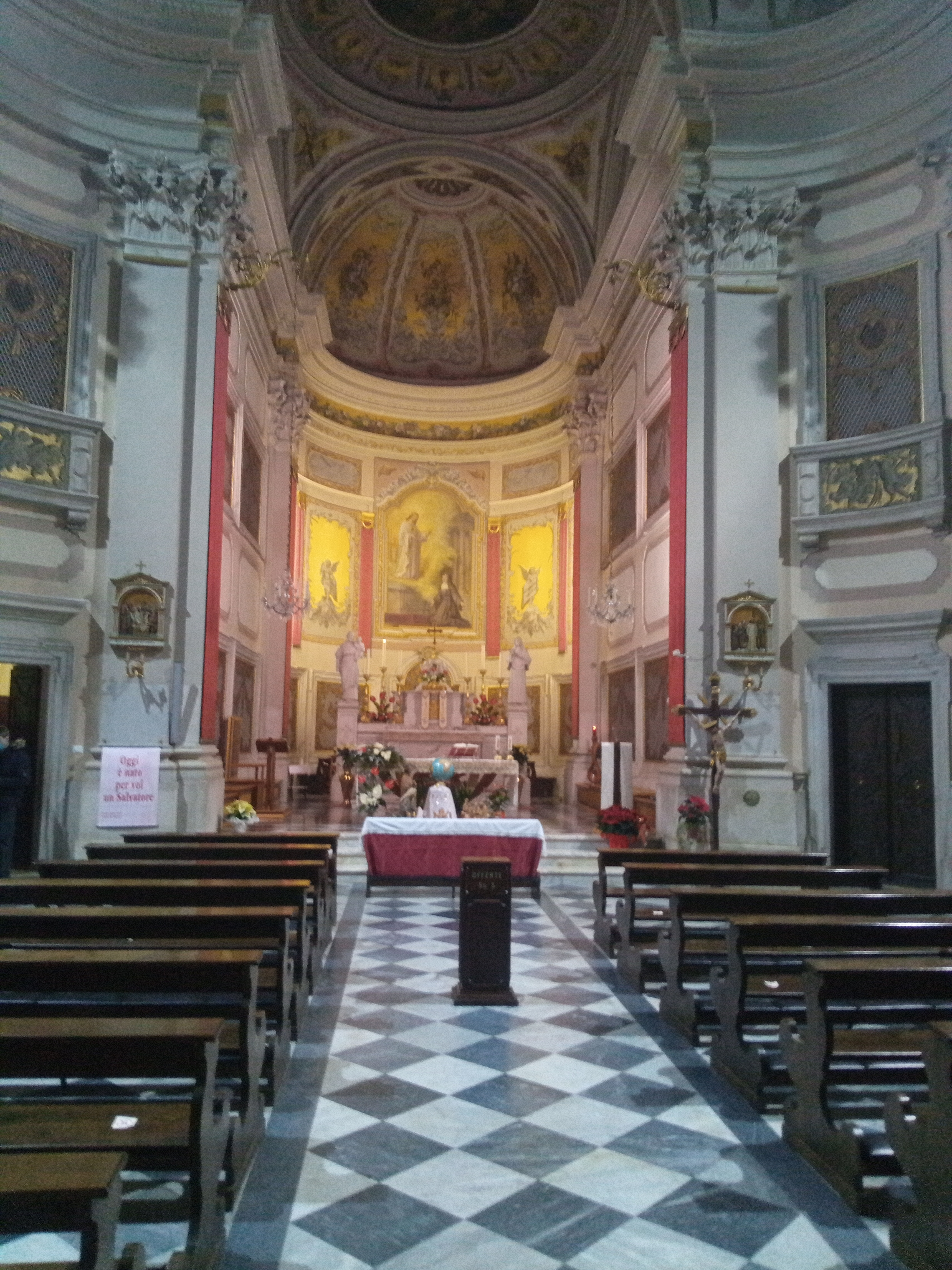

La chiesa di Santo Spirito, o di Santa Elisabetta, es un edificio de culto die Údine. Diseñado en el siglo XVIII por Giorgio Massari, tiene planta octogonal y alberga dos pinturas de Francesco Zugno. Forma parte del convento de las Siervas de la Caridad.